# Stefan Strandberg
Keni Remi Stefan Strandberg (Lyngdal, 25 juli 1990) is een Noors voormalig voetballer die doorgaans speelde als centrale verdediger. Tussen 2006 en 2024 was hij actief voor Mandalskameratene, Vålerenga IF, Bryne FK, Rosenborg BK, FK Krasnodar, Hannover 96, FK Oeral, Trapani, opnieuw FK Oeral, Salernitana en Vålerenga IF. Strandberg maakte in 2013 zijn debuut in het Noors voetbalelftal en kwam uiteindelijk tot zesendertig interlandoptredens.

## Clubcarrière
Strandberg speelde in de jeugd van Lyngdal IL en brak in 2006 door bij FK Mandalskameratene, toen hij als vijftienjarige in het eerste elftal speelde. In januari 2009 ondertekende de verdediger een vierjarige verbintenis bij Vålerenga IF in de Noorse Tippeligaen. Hij werd in juli 2009 voor de zomer verhuurd aan Bryne FK, waarna hij weer terugkeerde naar Vålerenga. Op 12 september 2009 maakte hij zijn debuut, toen hij tegen Fredrikstad FK (3–1 nederlaag) elf minuten voor tijd in mocht vallen voor Mohammed Fellah. Aan het begin van 2012 werd Strandberg door Vålerenga verkocht aan Rosenborg BK, waar hij voor vierenhalf jaar tekende.
Na drieënhalf jaar, in de zomer van 2015 trok de centrumverdediger naar FK Krasnodar. In de zomer van 2016 maakte Strandberg de overstap naar Hannover 96, dat hem voor de duur van één seizoen op huurbasis overnam. In januari 2019 werd de Noorse verdediger voor de tweede maal verhuurd, dit keer aan FK Oeral. Na deze verhuurperiode gingen Strandberg en Krasnodar definitief uit elkaar. Een halfjaar later tekende hij tot het einde van het seizoen bij Trapani. Een halfjaar later keerde hij terug naar FK Oeral. Strandberg werd in 2021 voor een jaar vastgelegd door Salernitana. Na het aflopen van zijn verbintenis keerde Strandberg bij Vålerenga IF terug in Noorwegen.
Strandberg moest begin 2024 geopereerd worden aan een levensbedreigende bloedprop in zijn been. Hierop besloot hij op drieëndertigjarige leeftijd een punt te zetten achter zijn actieve loopbaan.

## Interlandcarrière
Strandberg maakte zijn debuut in het Noors voetbalelftal op 19 november 2013. Op die dag werd een vriendschappelijke wedstrijd tegen Schotland met 0–1 gewonnen. De verdediger begon op de bank en viel in de tweede helft in voor Tore Reginiussen. Op 18 januari 2014 startte hij voor het eerst in de basis, tegen Polen (0–3 nederlaag). Op 6 juni 2021 kwam Strandberg voor het eerst tot scoren, tijdens zijn zeventiende interland. In een oefenduel met Griekenland zag hij eerst Giorgos Masouras en Thanasis Androutsos scoren, voor Strandberg met zijn treffer voor de eindstand zorgde: 1–2.
| Interlands van Stefan Strandberg voor Noorwegen | Interlands van Stefan Strandberg voor Noorwegen | Interlands van Stefan Strandberg voor Noorwegen | Interlands van Stefan Strandberg voor Noorwegen | Interlands van Stefan Strandberg voor Noorwegen | Interlands van Stefan Strandberg voor Noorwegen |
| №                                               | Datum                                           | Wedstrijd                                       | Uitslag                                         | Competitie                                      | Goals                                           |
| Als speler bij Rosenborg BK                     | Als speler bij Rosenborg BK                     | Als speler bij Rosenborg BK                     | Als speler bij Rosenborg BK                     | Als speler bij Rosenborg BK                     | Als speler bij Rosenborg BK                     |
| ----------------------------------------------- | ----------------------------------------------- | ----------------------------------------------- | ----------------------------------------------- | ----------------------------------------------- | ----------------------------------------------- |
| 1                                               | 19 november 2013                                | Noorwegen – Schotland                           | 0 – 1                                           | Vriendschappelijk                               |                                                 |
| 2                                               | 15 januari 2014                                 | Moldavië – Noorwegen                            | 1 – 2                                           | Vriendschappelijk                               |                                                 |
| 3                                               | 18 januari 2014                                 | Noorwegen – Polen                               | 0 – 3                                           | Vriendschappelijk                               |                                                 |
| Als speler bij FK Krasnodar                     |                                                 |                                                 |                                                 |                                                 |                                                 |
| 4                                               | 3 september 2015                                | Bulgarije – Noorwegen                           | 0 – 1                                           | EK 2016 kwalificatie                            |                                                 |
| 5                                               | 29 maart 2016                                   | Noorwegen – Finland                             | 2 – 0                                           | Vriendschappelijk                               |                                                 |
| 6                                               | 29 mei 2016                                     | Portugal – Noorwegen                            | 3 – 0                                           | Vriendschappelijk                               |                                                 |
| 7                                               | 5 juni 2016                                     | België – Noorwegen                              | 3 – 2                                           | Vriendschappelijk                               |                                                 |
| Als speler bij Hannover 96                      |                                                 |                                                 |                                                 |                                                 |                                                 |
| 8                                               | 31 augustus 2016                                | Noorwegen – Wit-Rusland                         | 0 – 1                                           | Vriendschappelijk                               |                                                 |
| 9                                               | 8 oktober 2016                                  | Azerbeidzjan – Noorwegen                        | 1 – 0                                           | WK 2018 kwalificatie                            |                                                 |
| 10                                              | 31 augustus 2016                                | Noorwegen – San Marino                          | 4 – 1                                           | WK 2018 kwalificatie                            |                                                 |
| Als speler bij FK Oeral                         |                                                 |                                                 |                                                 |                                                 |                                                 |
| 11                                              | 8 oktober 2020                                  | Noorwegen – Servië                              | 1 – 2                                           | EK 2020 kwalificatie                            |                                                 |
| 12                                              | 11 oktober 2020                                 | Noorwegen – Roemenië                            | 4 – 0                                           | Nations League 2020/21                          |                                                 |
| 13                                              | 14 oktober 2020                                 | Noorwegen – Noord-Ierland                       | 1 – 0                                           | Nations League 2020/21                          |                                                 |
| 14                                              | 24 maart 2021                                   | Gibraltar – Noorwegen                           | 0 – 3                                           | WK 2022 kwalificatie                            |                                                 |
| 15                                              | 30 maart 2021                                   | Montenegro – Noorwegen                          | 0 – 1                                           | WK 2022 kwalificatie                            |                                                 |
| 16                                              | 2 juni 2021                                     | Noorwegen – Luxemburg                           | 1 – 0                                           | Vriendschappelijk                               |                                                 |
| 17                                              | 6 juni 2021                                     | Noorwegen – Griekenland                         | 1 – 2                                           | Vriendschappelijk                               | 64'                                             |
| Als speler bij Salernitana                      |                                                 |                                                 |                                                 |                                                 |                                                 |
| 18                                              | 1 september 2021                                | Noorwegen – Nederland                           | 1 – 1                                           | WK 2022 kwalificatie                            |                                                 |
| 19                                              | 4 september 2021                                | Letland – Noorwegen                             | 0 – 2                                           | WK 2022 kwalificatie                            |                                                 |
| 20                                              | 8 oktober 2021                                  | Turkije – Noorwegen                             | 1 – 1                                           | WK 2022 kwalificatie                            |                                                 |
| 21                                              | 11 oktober 2021                                 | Noorwegen – Montenegro                          | 2 – 0                                           | WK 2022 kwalificatie                            |                                                 |
| 22                                              | 13 november 2021                                | Noorwegen – Letland                             | 0 – 0                                           | WK 2022 kwalificatie                            |                                                 |
| 23                                              | 16 november 2021                                | Nederland – Noorwegen                           | 2 – 0                                           | WK 2022 kwalificatie                            |                                                 |
| 24                                              | 29 maart 2022                                   | Noorwegen – Armenië                             | 9 – 0                                           | Vriendschappelijk                               |                                                 |
| 25                                              | 2 juni 2022                                     | Servië – Noorwegen                              | 0 – 1                                           | Nations League 2022/23                          |                                                 |
| 26                                              | 5 juni 2022                                     | Zweden – Noorwegen                              | 1 – 2                                           | Nations League 2022/23                          | 20', 69'                                        |
| 27                                              | 12 juni 2022                                    | Noorwegen – Zweden                              | 3 – 2                                           | Nations League 2022/23                          |                                                 |
| Als speler bij Vålerenga IF                     |                                                 |                                                 |                                                 |                                                 |                                                 |
| 28                                              | 17 november 2022                                | Ierland – Noorwegen                             | 1 – 2                                           | Vriendschappelijk                               |                                                 |
| 29                                              | 20 november 2022                                | Noorwegen – Finland                             | 1 – 1                                           | Vriendschappelijk                               |                                                 |
| 30                                              | 25 maart 2023                                   | Spanje – Noorwegen                              | 3 – 0                                           | EK 2024 kwalificatie                            |                                                 |
| 31                                              | 28 maart 2023                                   | Georgië – Noorwegen                             | 1 – 1                                           | EK 2024 kwalificatie                            |                                                 |
| 32                                              | 17 juni 2023                                    | Noorwegen – Schotland                           | 1 – 2                                           | EK 2024 kwalificatie                            |                                                 |
| 33                                              | 20 juni 2023                                    | Noorwegen – Cyprus                              | 3 – 1                                           | EK 2024 kwalificatie                            |                                                 |
| 34                                              | 7 september 2023                                | Noorwegen – Jordanië                            | 6 – 0                                           | Vriendschappelijk                               |                                                 |
| 35                                              | 12 september 2023                               | Noorwegen – Georgië                             | 2 – 1                                           | EK 2024 kwalificatie                            |                                                 |
| 36                                              | 15 oktober 2023                                 | Noorwegen – Spanje                              | 0 – 1                                           | EK 2024 kwalificatie                            |                                                 |